# Raymond de Bonnefons
Pour les articles homonymes, voir Bonnefons.
Raymond de Bonnefons est un ingénieur militaire, né probablement vers 1545, mort en 1607.
Père de Jean de Bonnefons (vers 1570-mort après 1639), ingénieur ordinaire en Provence et Languedoc, après 1607.

## Biographie
On ne sait pas grand chose de la vie de Raymond de Bonnefons avant qu'il devienne ingénieur pour le roi, avec la responsabilité du Dauphiné et de la Provence.

### En Provence
En 1592, le duc de Savoie réussit à s'emparer d'Antibes et à parcourir la Provence pendant les guerres de la Ligue.
Raymond de Bonnefons, ingénieur pour le roi en Dauphiné et Provence est ingénieur en 1600. Il a comme apprentis Jean de Beins, et son fils Jean de Bonnefons. Le lieutenant général du Dauphiné était le duc de Lesdiguières.
Il va proposer de renforcer et moderniser les fortifications d'Antibes à Martigues. À Antibes il prévoit d'agrandir la ville à l'abri d'une enceinte bastionnée, avec quatre bastions qu'il nomme bastion du Roi, construit à partir de 1602, bastion de Guise (Charles de Lorraine, duc de Guise, lieutenant général en Provence depuis 1595), construit à partir de 1603, bastion de Rosny (superintendant des fortifications et grand maître de l'artillerie, devenu duc de Sully en 1606), vers 1604, et bastion du Dauphin (futur Louis XIII), à partir de 1608 en présence de son fils Jean. Les travaux sont terminés à la fin du règne de Henri IV. Sur un plan de François Martelleur, on voit qu'il avait aussi prévu de construire une petite ville autour du fort carré protégée par un nouveau front bastionné. La seigneurie d'Antibes avais été achetée par le roi à Alexandre Grimaldi et pour un douzième à Henriette de Savoie, en 1608.
Le choix de la fortification d'Antibes a été fait contre l'avis de Guillaume du Vair, premier président du parlement d'Aix, qui aurait préféré concentré les dépenses sur une seule place au lieu de «faire travailler à tant d'endroitz ou le travail ne paroist quasi point».

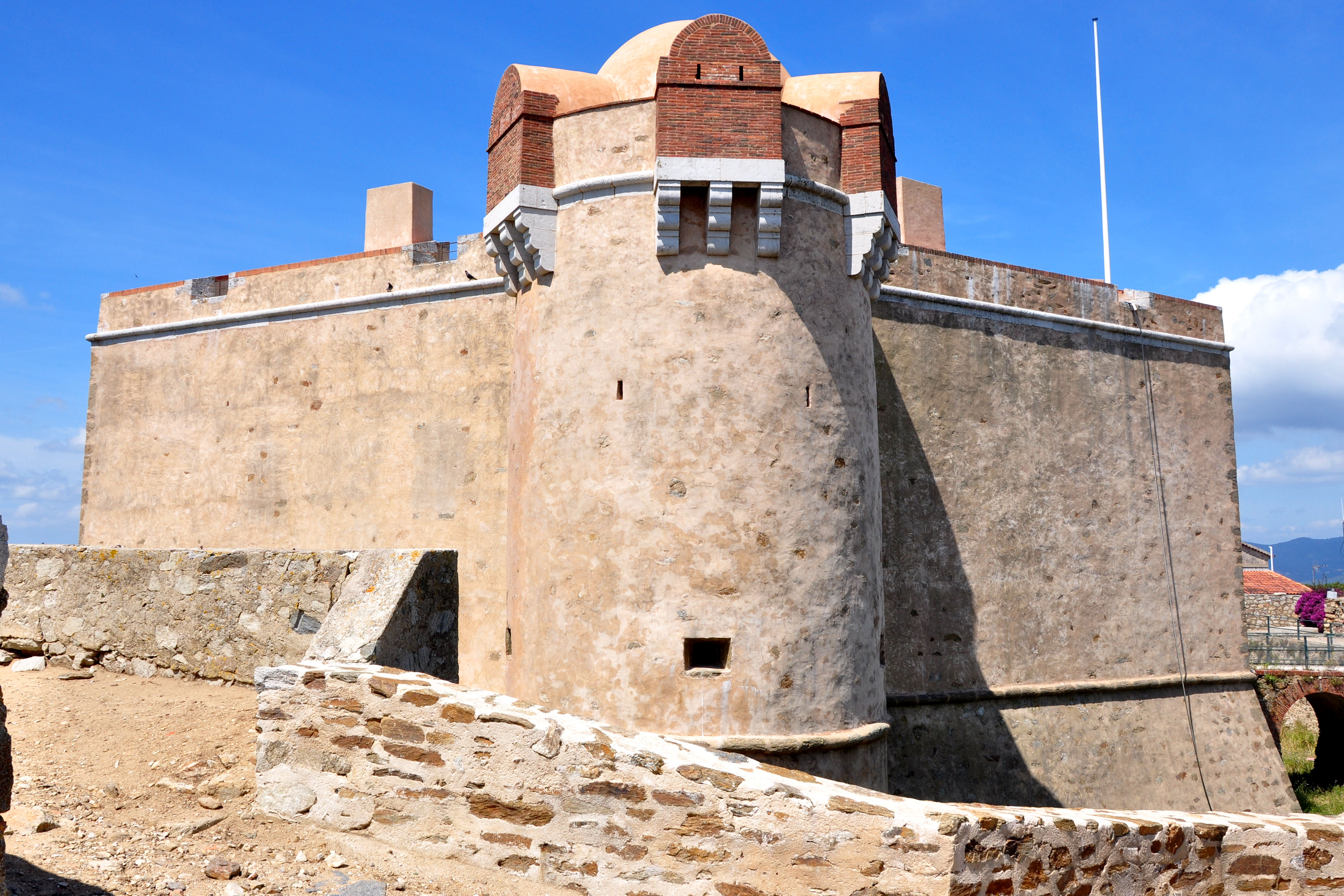
Le donjon de la citadelle de Saint-Tropez

En septembre 1602, il signe le contrat pour la construction de la tour centrale à Saint-Tropez. Les Tropéziens opposés à la construction d'une citadelle écrivent à Sully qui répond que le roi «n'avoit nulle intention de faire batir une citadelle à Saint-Topez, aimant mieux le cœur et la bonne volonté de ses sujets que toutes sortes de forteresses». Mais Raymond de Bonnefons a continué les travaux de construction de la tour qui est achevée en 1607. Raymond de Bonnefons a fait construire autour une enceinte.
Ercole Negro avait construit une enceinte avec cinq grands bastions côté terre à Toulon à partir de 1585 et terminée en 1600. Une lettre de mai 1603 signale la faiblesse de la défense côté mer. Raymond de Bonnefons a soumis à Sully un plan d'une enceinte côté mer. Raymond de Bonnefons se rend à la cour en septembre 1604 pour obtenir des subsides pour construire des «bastions de la mer». Bonnefons a reçu ses subsides et une récompense. Les travaux ont commencé assez vite. La création d'un port de guerre à Toulon date de 1599 lorsqu’un arrêt du parlement de Provence a enregistré des lettres patentes de Henri IV qui a aussi prescrit que des terrains situés en bord de mer seront réserver pour bâtir un arsenal et fabriquer des vaisseaux. Une nouvelle darse est réalisée en 1609, et en novembre le roi a décidé de déplacer la flotte des galères de Marseille à Toulon.C'est le début de l'activité de Toulon comme port militaire.
Bonnefons a aussi travaillé pour les consuls de Toulon en commençant la construction du nouvel l'hôtel de ville en 1606.
En 1604, Raymond de Bonnefons travaille autour de Marseille, sur le château d'If, et les places des îles de Pomègues et Ratonneau. Après le départ des Florentins du château d'If, en 1597, des fortifications ont été entreprises sur l'ile de Pomègues, en 1600, sur l'île Ratonneau, en 1602, sous la direction de Bonnefons. Ces travaux ont duré pendant le règne de Henri IV.
François Martelleur a fait un dessin du fort de Bouc qui est entouré d'une enceinte bastionnée. C'est la limite du territoire d'intervention de Raymond de Bonnefons sur la rive méditerranéenne.

### En Dauphiné
Avec la reprise des hostilités avec le duc de Savoie en avril 1600. La guerre se termine avec le Traité de Lyon, le 17 janvier 1601. Le département de Raymond de Bonnefons s'agrandit de Bresse, du Bugey, du Valromey et du Pays de Gex.
En 1601, Raymond de Bonnefons et Jean de Beins travaillent au fort Barraux,, à Exilles et à Bourg-en-Bresse.
La citadelle de Bourg, construite sur les plans de l'ingénieur Francesco Paciotto, est cédée par le duc de Savoie en 1601. Raymond de Bonnefons l’intégre dans le système défensif du Dauphiné. On y travaille en 1609 mais elle est finalement détruite en 1612.
Le 15 mai 1604, Sully rédige un «Règlement que le Roy veult estre doresnavant observé pour les fortifications qui seront faictes en chacune Province de son Royaume». L'ingénieur doit avant chaque chantier dresser la «description du travail et les devis».
Raymond de Bonnefons meurt en enclouant des canons, en 1607, comme l'écrit Sully au roi Henri IV le 25 juillet : « Il est arrivé un accident en Provence qui m'apporte du desplaisir ; c'est la mort de deux de vos ingénieurs à scavoir Bonnefons et le jeune Errard qui n'en savait guère moins que son père ». 
Après l'avis de Sully, en 1607, la charge de Raymond de Bonnefons est partagée entre son fils, Jean de Bonnefons, nommé ingénieur ordinaire en Provence et Languedoc, et Jean de Beins, nommé ingénieur pour le roi, géographe de Dauphiné et Bresse.